# アンド・ビヨンド (ベスト・オブ)
『アンド・ビヨンド (ベスト・オブ)』（原題：The Very Best...and Beyond）は、イギリス人とアメリカ人の混成ロック・バンド、フォリナーが1992年に発表したベスト・アルバム。

## 背景
オリジナル・ボーカリストのルー・グラム（1989年脱退）の再加入後に録音された新曲3曲が追加された内容である。新曲に関しては、マーク・シャルマン、スカイラー・ディール、ジョン・パーデル、ロビン・セラッテといった外部プレイヤーが迎えられ、ロビン・ザンダーがゲスト・ボーカリストとしてクレジットされているのに加えて、パーデル、シェリル・クロウ、ベス・フッカー、マリリン・マーティンがバック・ボーカルで参加した。

## 反響・評価
アメリカでは20週にわたりBillboard 200入りして、1992年10月31日付のチャートで最高123位を記録し、本作からのシングル「ソウル・ドクター」は『ビルボード』のメインストリーム・ロック・チャートで5位に達した。なお、リリースから約8年後の2000年11月には、RIAAによりダブル・プラチナの認定を受けた。ニュージーランドでは、1995年5月14日付のアルバム・チャートで49位を記録した。
Mike DeGagneはオールミュージックにおいて5点満点中4点を付け「バンドが才能を枯渇させてしまう前に、よりソフトなロック・サウンドへ方向転換したことを示した、素晴らしい編集盤」と評している。一方、デボラ・フロストは1992年11月27日付の『エンターテインメント・ウィークリー』誌においてCプラスを付け、全体像に関して「熱烈なスタジオ録音の栄光を余すところなく捉えている」と評する一方、新曲に関して「フォリナーが過去に残した名曲の貧相な焼き直し」と批判している。また、『CDジャーナル』のミニ・レビューでは「全17曲一気に聴き通せることが、このバンドのクオリティの高さの証明だ」と評されている。

## 収録曲
特記なき楽曲はルー・グラムとミック・ジョーンズの共作。
1. ソウル・ドクター - "Soul Doctor" - 4:51
  - 新曲
2. プリズナー・オブ・ラヴ - "Prisoner of Love" - 5:15
  - 新曲
3. ウィズ・ヘヴン・オン・アワ・サイド - "With Heaven on Our Side" (Lou Gramm, Mick Jones, Johnny Edwards, Parthenon Huxley, Steve Schiff) - 5:16
  - 新曲
4. ジューク・ボックス・ヒーロー - "Juke Box Hero" - 4:20
  - アルバム『4』（1981年）収録
5. ホット・ブラッデッド - "Hot Blooded" - 4:24
  - アルバム『ダブル・ヴィジョン』（1978年）収録
6. つめたいお前 - "Cold as Ice" - 3:20
  - アルバム『栄光の旅立ち』（1977年）収録
7. ヘッド・ゲームス - "Head Games" - 3:37
  - アルバム『ヘッド・ゲームス』（1979年）収録
8. ガール・ライク・ユー - "Waiting for a Girl Like You" - 4:49
  - アルバム『4』収録
9. アージェント - "Urgent" (M. Jones) - 4:29
  - アルバム『4』収録
10. ダブル・ヴィジョン - "Double Vision" - 3:44
  - アルバム『ダブル・ヴィジョン』収録
11. アイ・ウォナ・ノウ - "I Want to Know What Love Is" (M. Jones) - 5:04
  - アルバム『プロヴォカトゥール (煽動)』（1984年）収録
12. セイ・ユー・ウィル - "Say You Will" - 4:11
  - アルバム『インサイド・インフォメーション』（1987年）収録
13. イエスタデイ - "That Was Yesterday" - 3:46
  - アルバム『プロヴォカトゥール (煽動)』収録
14. ウィズアウト・ユー - "I Don't Want to Live Without You" (M. Jones) - 4:53
  - アルバム『インサイド・インフォメーション』収録
15. レヴ・オン・ザ・レッド・ライン - "Rev on the Red Line" (L. Gramm, Al Greenwood) - 3:34
  - アルバム『ヘッド・ゲームス』収録
16. ダーティ・ホワイト・ボーイ - "Dirty White Boy" - 3:38
  - アルバム『ヘッド・ゲームス』収録
17. 衝撃のファースト・タイム - "Feels Like the First Time" (M. Jones) - 3:49
  - アルバム『栄光の旅立ち』収録